# Mount Lola
Mount Lola (in Argentinien Cerro Lola) ist ein 170 m hoher Berg auf der Insel Laurie Island im Archipel der Südlichen Orkneyinseln. Er überragt den Point Lola auf der Ostseite der Einfahrt zur Uruguay Cove.
Der Name des Bergs erscheint erstmals auf einer argentinischen Landkarte aus dem Jahr 1930, die auf Vermessungen aus dem Jahr 1914 durch Ignacio Espíndola, Kapitän der Korvette Uruguay von 1914 bis 1915, und aus dem Jahr 1930 durch Ángel Rodríguez, Kapitän der Primero de Mayo, basiert. Namensgeberin ist Maria Dolores „Lola“ Bosch, Ehefrau von Luciano Honorio Valette (1880–1957), der 1904 als Meteorologe auf der Orcadas-Station tätig war. Das UK Antarctic Place-Names Committee übertrug die argentinische Benennung im Jahr 1953 ins Englische.